# Egyiptomi sáska
Az egyiptomi sáska (Anacridium aegyptium) a sáskafélék családjába tartozó, Dél-Európában, Afrikában és Nyugat-Ázsiában honos sáskafaj.

## Megjelenése
Az egyiptomi sáska testhossza a hím esetében 30-56 mm, a nőstény 46-70 mm. Feltűnően nagy, megnyúlt testalkatú faj, a nőstények szárnyfesztávolsága elérheti a 14 cm-t. Alapszíne változatos: sárgás, okkerszínű, barna vagy szürke egyaránt lehet. A lárva élénkzöld, ritkán sárgás vagy okkeres. A fejtetőn és a torpajzs közepén világosabb, többnyire narancsbarna csík fut végig. Szemei függőlegesen csíkozottak; ez a jellemzője már a lárváknál is megfigyelhető. A torpajzs közepén jól látható hosszanti gerinc húzódik, míg keresztben három rovátka figyelhető meg. A comb felső oldalán három fekete folt látható, alsó oldaluk vörös vagy narancsszínű. Szárnyai igen hosszúak, jelentősen túlnyúlnak a potrohon. Elülső szárnyai sötéten pontozottak-foltosak, alsó oldaluk kékesszürke. A hátsó szárnyak átlátszóak, de egy viszonylag nagy barna folt található rajtuk. 
Nem ciripel. A párzási időszakban a hímek repülés közben vagy ülve a szárnyukkal zörgő hangot adnak ki.

### Hasonló fajok
Mérete és csíkos szeme alapján jól felismerhető.  

## Elterjedése
Dél-Európában és a mediterrán régióban (Észak-Afrika, Délnyugat-Ázsia) honos. Újabban Dél-Afrikában is megtelepedett. Magyarországon nem él, ritkán egy-egy elkóborolt, vagy növényi termékek importjával idekerült példánnyal lehet találkozni. 

## Életmódja
Kimondottan melegigényes. Bozótosokban, ligeterdőkben, erdőszéleken, gyümölcsösökben fordul elő, ahol többnyire a bokrokon vagy a fák lombjai között tartózkodik. Növényevő, levelekkel táplálkozik. Nagy mérete ellenére nem könnyű észrevenni, általában a levelek mögött rejtőzik. Ha megzavarják, elrepül. 
A mediterrán régiókban áttelel, így egész évben megfigyelhetők a kifejlett példányai. Az új generáció imágóival augusztustól találkozhatunk. A nőstények a talajba rakják petéiket, amelyekből nyár elején kelnek ki a lárvák. 

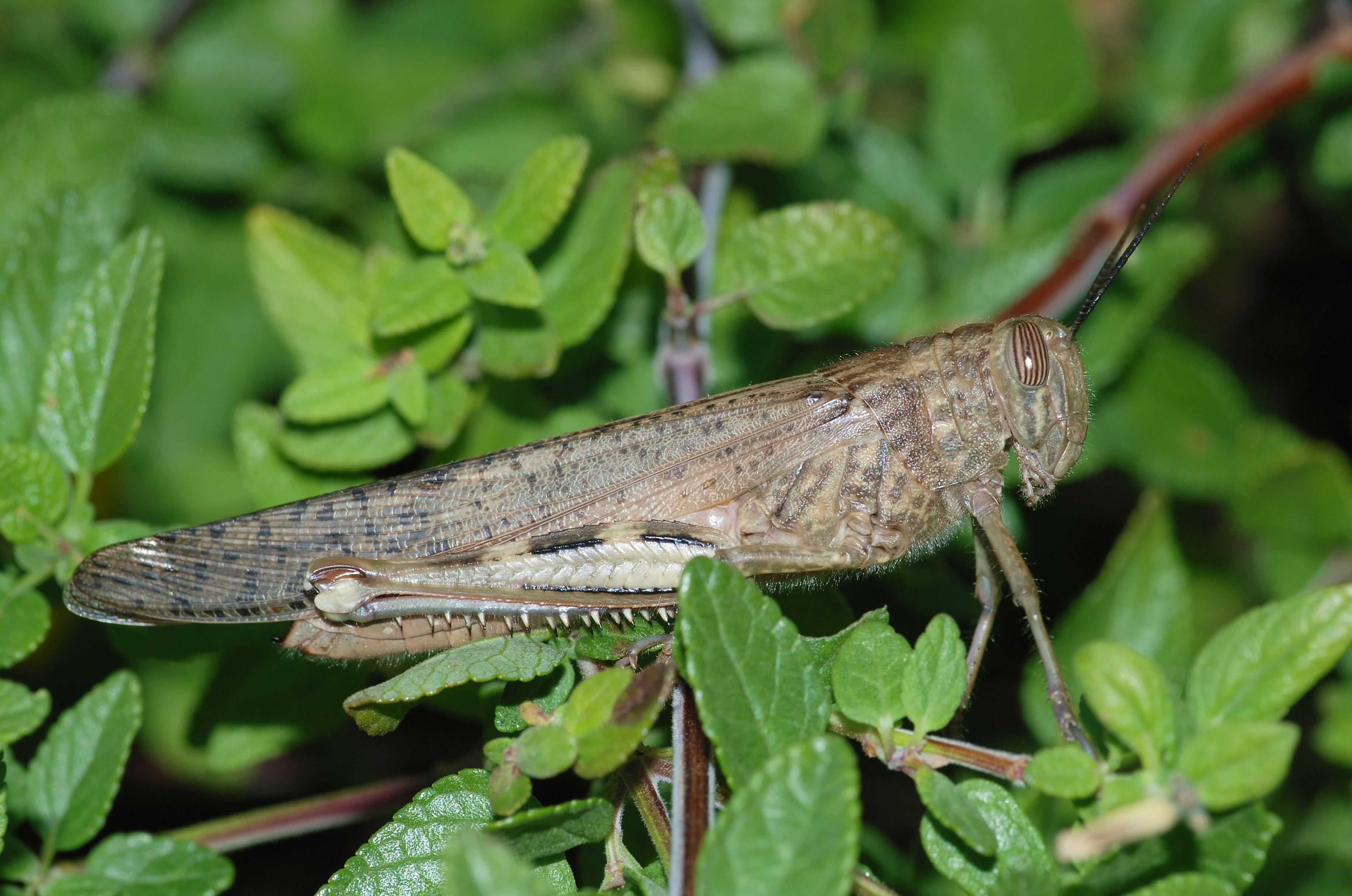
Egyiptomi sáska
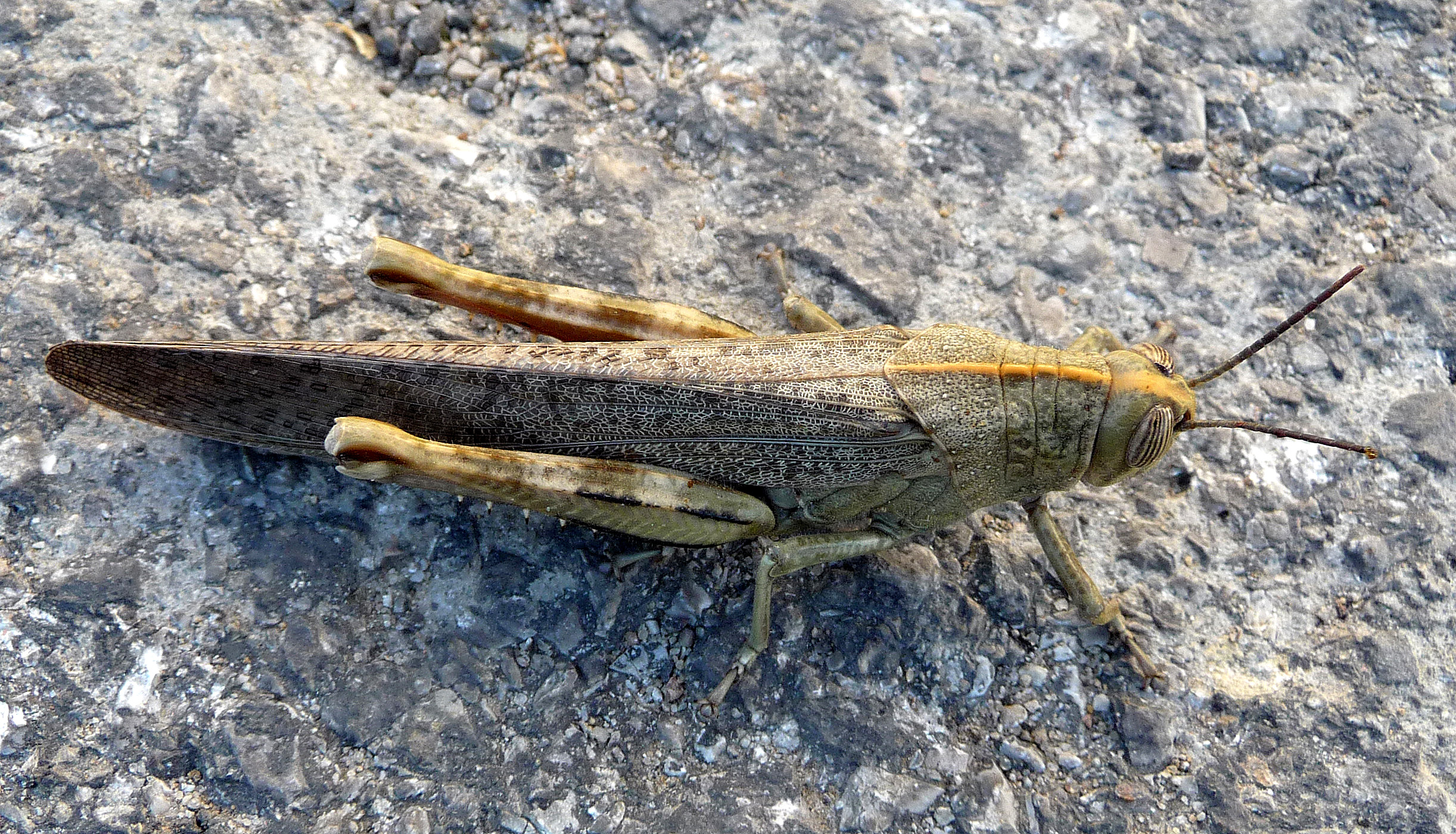
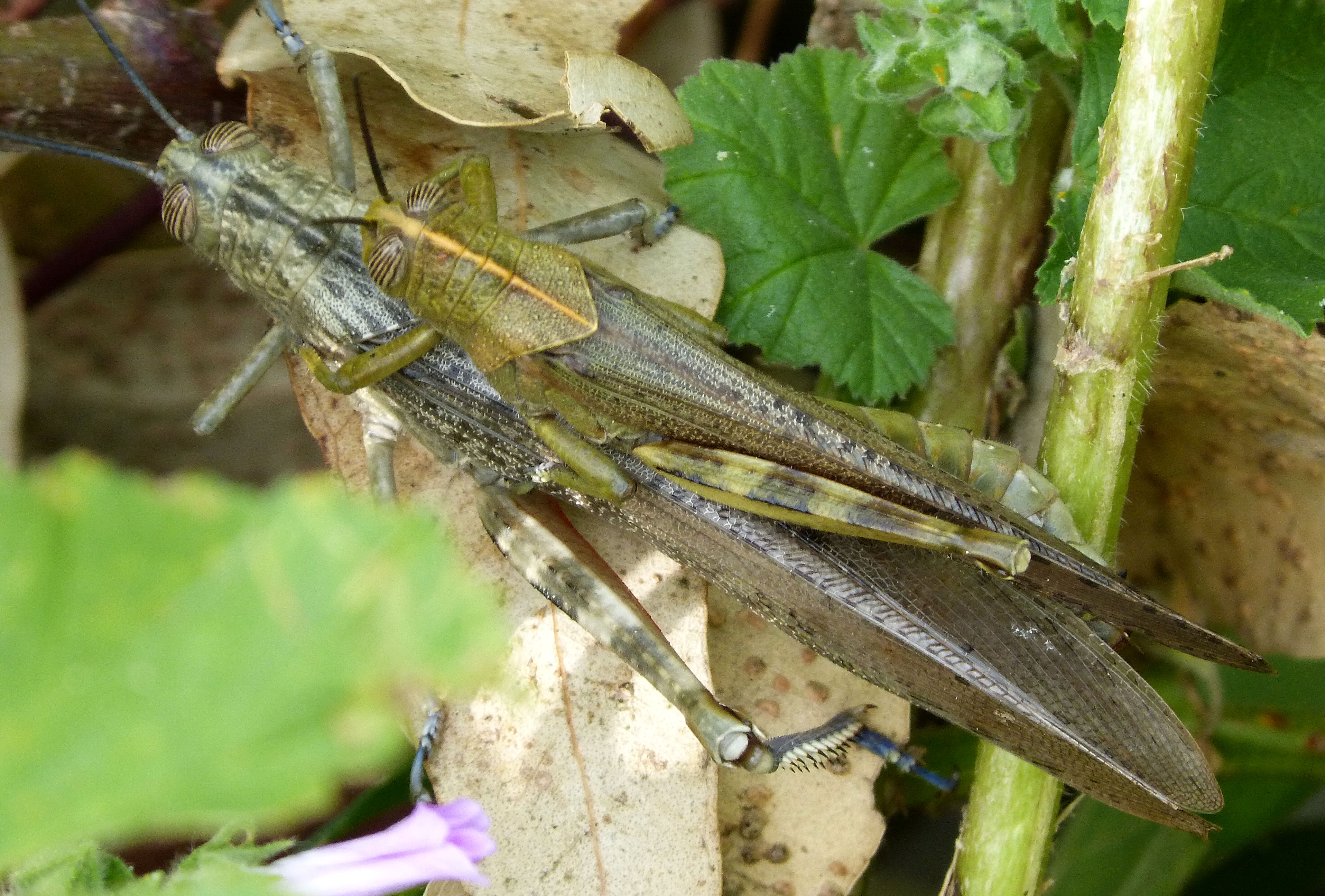
Párzó sáskák
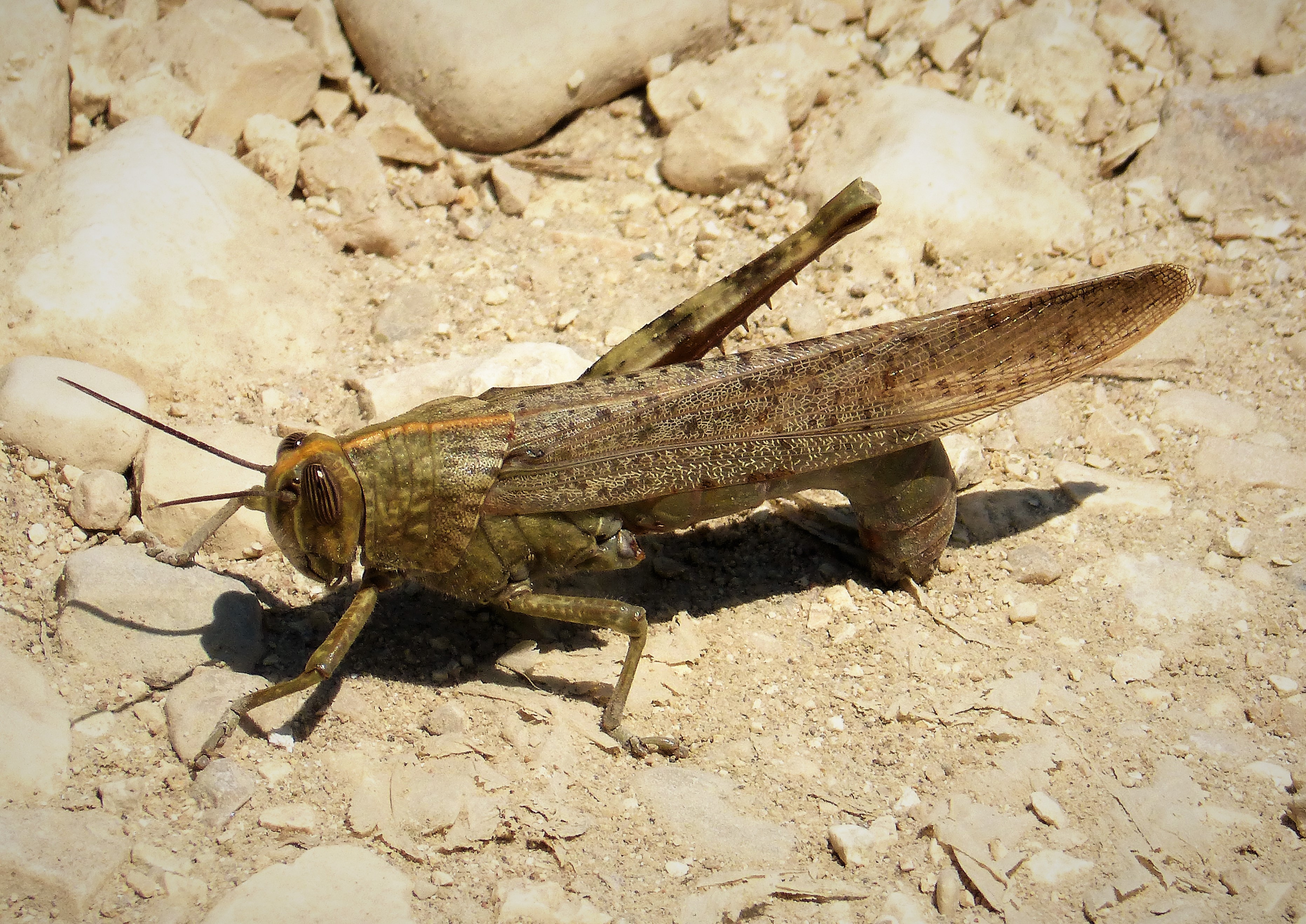
Peterakó nőstény
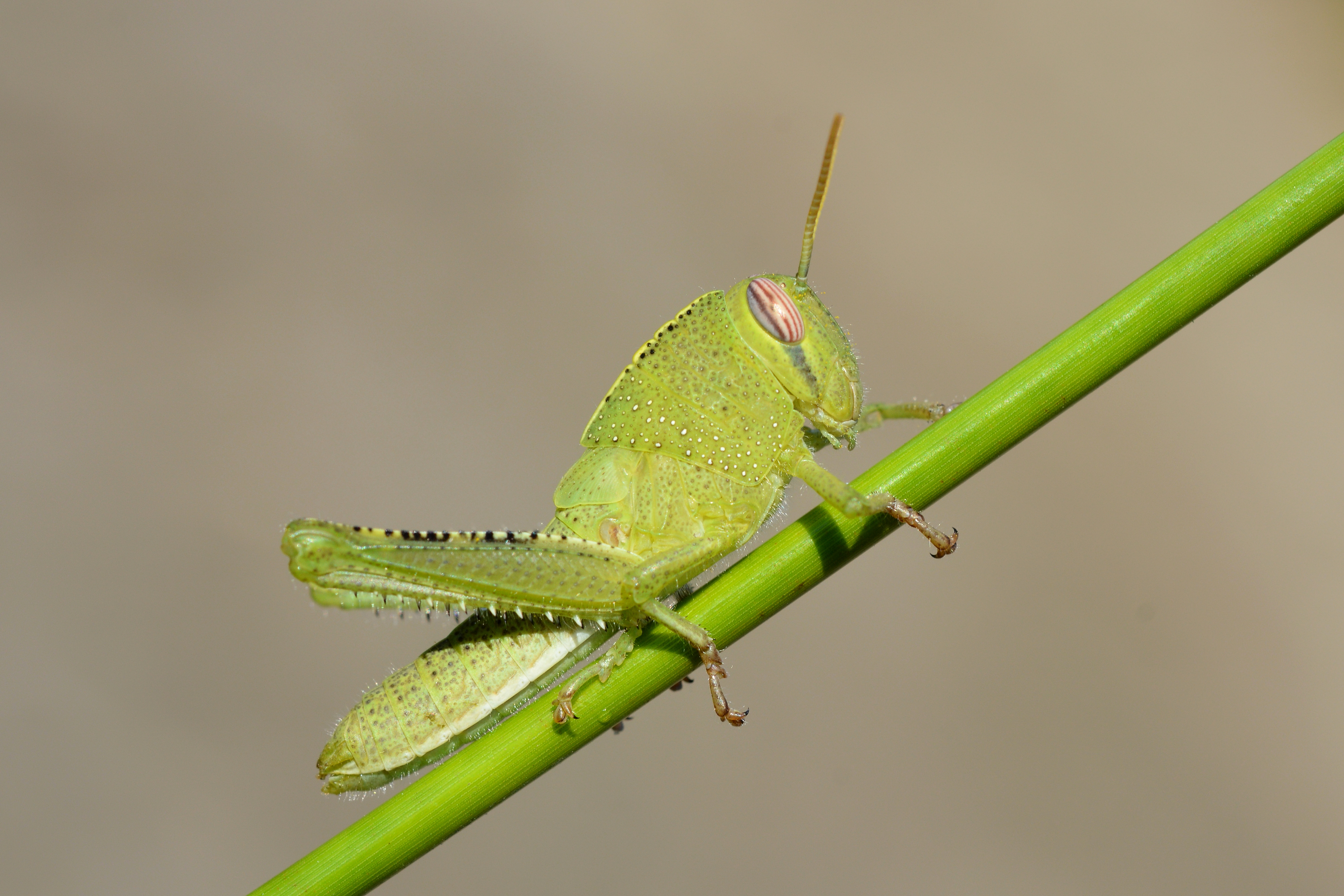
Lárva